# قعاص الغنم

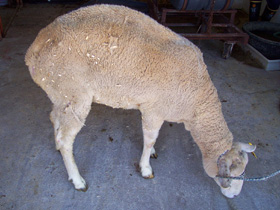
نعجة مصابة بمرض قعاص الغنم يظهر عليها فقدان الوزن والمظهر المتقوس

قعاص الغنم أو الراعوش (بالإنجليزية: Scrapie)‏ هو داء تنكسي قاتل يصيب الجهاز العصبي للأغنام والماعز.